# Trichomanes draytonianum
Trichomanes draytonianum là một loài dương xỉ trong họ Hymenophyllaceae. Loài này được Brack. mô tả khoa học đầu tiên.